# Milčice (Sušice)
Milčice jsou malá vesnice, část města Sušice v okrese Klatovy v Plzeňském kraji. Nachází se asi čtyři kilometry jihovýchodně od Sušice. Milčice leží v katastrálním území Milčice u Sušice o rozloze 2,13 km². Jižně od vesnice se nachází stejnojmenná přírodní rezervace.

## Historie
První písemná zmínka o vesnici pochází z roku 1305.

## Obyvatelstvo
| Rok            | 1869 | 1880 | 1890 | 1900 | 1910 | 1921 | 1930 | 1950 | 1961 | 1970 | 1980 | 1991 | 2001 | 2011 | 2021 |
| -------------- | ---- | ---- | ---- | ---- | ---- | ---- | ---- | ---- | ---- | ---- | ---- | ---- | ---- | ---- | ---- |
| Počet obyvatel | 117  | 125  | 88   | 67   | 76   | 87   | 96   | 47   | 15   | 7    | 6    | 6    | 12   | 7    | 18   |
| Počet domů     | 14   | 14   | 14   | 13   | 14   | 13   | 16   | 14   | 14   | 3    | 1    | 1    | 2    | 3    | 3    |

## Obecní správa
Při sčítání lidu v letech 1850–1920 Milčice byly osadou obce Albrechtice v okrese Sušice. V letech 1921–1949 byly osadou obce Humpolec v okrese Sušice. V letech 1950–1963 byly znovu osadou obce Albrechtice v okrese Sušice. Od roku 1964 jsou částí města Sušice v okrese Klatovy.